# Рудзенко (Отвоцький повіт)
Рудзенко (пол. Rudzienko) — село в Польщі, у гміні Колбель Отвоцького повіту Мазовецького воєводства.
Населення — 675 осіб (2011).
У 1975-1998 роках село належало до Седлецького воєводства.

## Демографія
Демографічна структура станом на 31 березня 2011 року:
|          | Загалом | Допрацездатний вік | Працездатний вік | Постпрацездатний вік |
| -------- | ------- | ------------------ | ---------------- | -------------------- |
| Чоловіки | 338     | 80                 | 220              | 38                   |
| Жінки    | 337     | 57                 | 203              | 77                   |
| Разом    | 675     | 137                | 423              | 115                  |